# David Marsh (Manager)

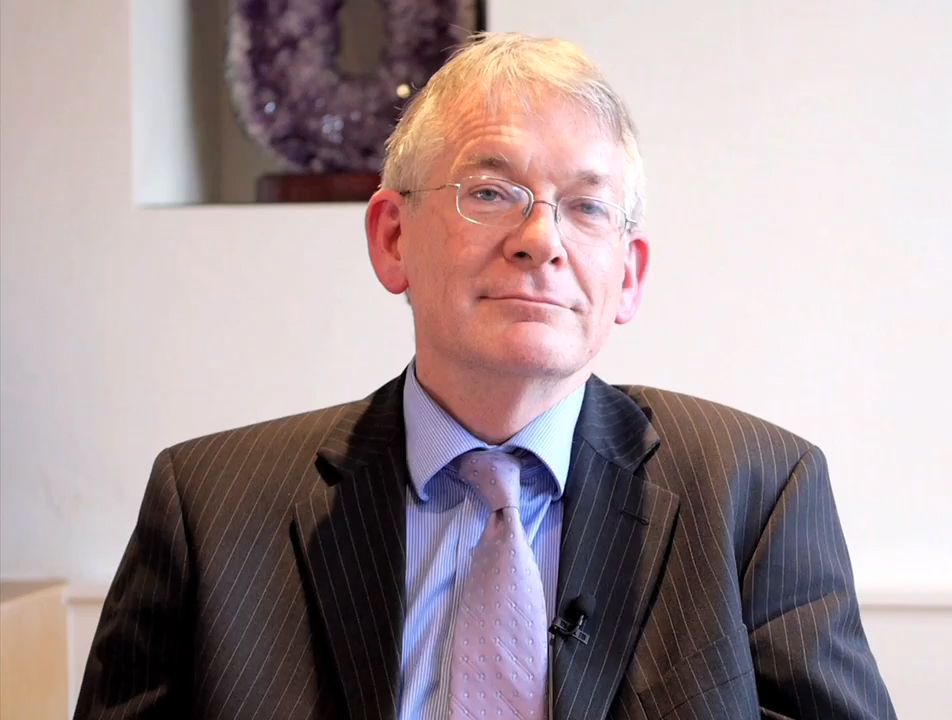
David Marsh

David Marsh CBE (* 30. Juli 1952) ist ein britischer-deutscher Bankmanager, Autor und Journalist.

## Werdegang
Marsh absolvierte an der University of Oxford ein Chemiestudium. 1973 begann er bei der Nachrichtenagentur Reuters seine Laufbahn als Journalist. Des Weiteren arbeitete er von 1978 und 1995 als Europa-Korrespondent in Frankreich und Deutschland für die Financial Times.
Er ist Chairman der Investmentbank London & Oxford Capital Markets plc., Autor der Kolumne "Marsh on Monday" im Handelsblatt und Honorarprofessor an der University of Birmingham.

## Schriften
- Beim Geld hört der Spaß auf. Warum die Eurokrise nicht mehr lösbar ist. Mit einem Vorwort von Karl Otto Pöhl. Juli 2013,[6] ISBN 978-3-944305-30-1
- "Europe's Deadlock: How the Euro Crisis Could Be Solved - and Why It Won't Happen" (2013)
- "THE EURO - The Politics of the New Global Currency (Der Euro - die geheime Geschichte der neuen Weltwährung)" (2009)[7]
- "Germany and Europe - The Crisis of Unity" (1994)
- "The Bundesbank - The Bank that Rules Europe" (1992)
- "Germany - Rich, Bothered and Divided" (1989)

## Auszeichnungen
- Commander des Order of the British Empire (2000)
- Bundesverdienstkreuz am Bande (12. Juni 2003)[8]